# Івановиці (гміна)
Гміна Івановиці (пол. Gmina Iwanowice) — сільська гміна у південній Польщі. Належить до Краківського повіту Малопольського воєводства.
Станом на 31 грудня 2011 у гміні проживало 8640 осіб.

## Площа
Згідно з даними за 2007 рік площа гміни становила 70,62 км², у тому числі:
- орні землі: 90,00%
- ліси: 4,00%

Таким чином, площа гміни становить 5,74% площі повіту.

## Населення
Станом на 31 грудня 2011:
| Опис     | Загалом | Загалом | Чоловіки | Чоловіки | Жінки | Жінки |
| -------- | ------- | ------- | -------- | -------- | ----- | ----- |
| одиниця  | осіб    | %       | осіб     | %        | осіб  | %     |
| все      | 8640    | 100     | 4353     | 50,38    | 4287  | 49,62 |
| міське   | 0       | 100     | 0        |          | 0     |       |
| сільське | 8640    | 100     | 4353     | 50,38    | 4287  | 49,62 |

## Сусідні гміни
Гміна Івановіце межує з такими гмінами: Ґолча, Зельонки, Коцмижув-Любожиця, Міхаловиці, Скала, Сломники.